# IC 5301
IC 5301 је спирална галаксија у сазвјежђу Индијанац која се налази на листи објеката дубоког неба у Индекс каталогу.
Деклинација објекта је - 69° 33' 45" а ректасцензија 23h 18m 58,8s. Привидна величина (магнитуда) објекта IC 5301 износи 14,5 а фотографска магнитуда 15,4. IC 5301 је још познат и под ознакама ESO 77-12, PGC 71040.